# Veikkausliiga
Giải bóng đá vô địch quốc gia Phần Lan (Veikkausliiga, tiếng Phần Lan: [ˈʋei̯kːɑusˌliːɡɑ]) là một giải bóng đá chuyên nghiệp tại Phần Lan và là giải đấu cao nhất trong hệ thống các giải bóng đá Phần Lan. Giải đấu bao gồm 12 câu lạc bộ hàng đầu của đất nước. Nhà tài trợ chính của giải là công ty cá cược quốc gia Phần Lan Veikkaus, do đó giải đấu có tên gọi như vậy.
Veikkausliiga được thành lập vào năm 1990; trước đó, giải đấu cao nhất được gọi là Mestaruussarja (giải vô địch) kể từ năm 1930, vốn là một giải đấu nghiệp dư hoặc bán chuyên nghiệp. Từ năm 1908 đến năm 1930, giải vô địch được quyết định theo thể thức cúp loại trực tiếp.

## Thể thức
Số lượng đội tham dự mùa giải 2014: 12 CLB. 12 CLB sẽ thi đấu vòng tròn 3 lượt để tính điểm (thắng 3đ, hòa 1đ, thua 0đ). Trường hợp 2 đội có điểm bằng nhau, tiêu chí sắp xếp thứ hạng theo các mức độ ưu tiên sau: Hiệu số bàn thắng, tổng số bàn thắng, kết quả đối đầu 2 đội. Trường hợp có từ 2 đội trở lên có các chỉ số phụ nếu trên giống nhau thì sẽ sắp xếp theo tên chữ cái a,b,c trừ các trường hợp tranh chấp vị trí dự cúp châu âu hoặc xuống hạng thì sẽ phải thi đấu playoff để chọn đội đứng trước.
CLB đứng đầu BXH được tham dự vòng sơ loại UEFA Champions League, 3 đội đứng thứ 2;3;4 sẽ được tham dự Europa League. Mỗi mùa giải sẽ có 1 CLB đứng cuối BXH bị xuống hạng và được thay thế bằng 1 CLB lên hạng từ giải hạng hai Ykkone.
Vào năm 2010, lương của một cầu thủ khi chơi giải đấu này là 24,400 euro. Veikkausliiga là một thành viên của Liên đoàn Bóng đá Chuyên nghiệp châu Âu.

## Danh sách các đội vô địch

### Veikkausliiga (1990–nay)
| Mùa giải | Vô địch       | Á quân       | Hạng ba  |
| -------- | ------------- | ------------ | -------- |
| 1990     | HJK           | Kuusysi      | MP       |
| 1991     | Kuusysi       | MP           | FC Haka  |
| 1992     | HJK           | Kuusysi      | FC Jazz  |
| 1993     | FC Jazz       | MyPa         | HJK      |
| 1994     | TPV           | MyPa         | HJK      |
| 1995     | FC Haka       | MyPa         | HJK      |
| 1996     | FC Jazz       | MyPa         | TPS      |
| 1997     | HJK           | VPS          | FinnPa   |
| 1998     | FC Haka       | VPS          | PK-35    |
| 1999     | FC Haka       | HJK          | MyPa     |
| 2000     | FC Haka       | FC Jokerit   | MyPa     |
| 2001     | TamU          | HJK          | MyPa     |
| 2002     | HJK           | MyPa         | FC Haka  |
| 2003     | HJK           | FC Haka      | TamU     |
| 2004     | FC Haka       | AC Allianssi | TamU     |
| 2005     | MyPa          | HJK          | TamU     |
| 2006     | TamU          | HJK          | FC Haka  |
| 2007     | TamU          | FC Haka      | TPS      |
| 2008     | FC Inter      | FC Honka     | FC Lahti |
| 2009     | HJK           | FC Honka     | TPS      |
| 2010     | HJK           | KuPS         | TPS      |
| 2011     | HJK           | FC Inter     | JJK      |
| 2012     | HJK           | FC Inter     | TPS      |
| 2013     | HJK           | FC Honka     | VPS      |
| 2014     | HJK           | SJK          | FC Lahti |
| 2015     | SJK           | RoPS         | HJK      |
| 2016     | IFK Mariehamn | HJK          | SJK      |
| 2017     | HJK           | KuPS         | FC Ilves |
| 2018     | HJK           | RoPS         | KuPS     |
| 2019     | KuPS          | FC Inter     | FC Honka |
| 2020     | HJK           | FC Inter     | KuPS     |
| 2021     | HJK           | KuPS         | SJK      |
| 2022     | HJK           | KuPS         | FC Honka |
| 2023     | HJK           | KuPS         | VPS      |
| 2024     | KuPS          | Ilves        | HJK      |

## Thống kê

### Theo câu lạc bộ
| Đội            | Vô địch | Á quân | Năm vô địch |
| -------------- | ------- | ------ | --- |
| HJK            | 33      | 14     | 1911, 1912, 1917, 1918, 1919, 1923, 1925, 1936, 1938, 1964, 1973, 1978, 1981, 1985, 1987, 1988, 1990, 1992, 1997, 2002, 2003, 2009, 2010, 2011, 2012, 2013, 2014, 2017, 2018, 2020, 2021, 2022, 2023 |
| FC Haka        | 9       | 7      | 1960, 1962, 1965, 1977, 1995, 1998, 1999, 2000, 2004 |
| HPS            | 9       | 6      | 1921, 1922, 1926, 1927, 1929, 1932, 1934, 1935, 1957 |
| TPS            | 8       | 12     | 1928, 1939, 1941, 1949, 1968, 1971, 1972, 1975 |
| KuPS           | 7       | 13     | 1956, 1958, 1966, 1974, 1976, 2019, 2024 |
| HIFK           | 7       | 7      | 1930, 1931, 1933, 1937, 1947, 1959, 1961 |
| FC Kuusysi     | 5       | 4      | 1982, 1984, 1986, 1989, 1991 |
| Kiffen         | 4       | –      | 1913, 1915, 1916, 1955 |
| ÅIFK           | 3       | 5      | 1910, 1920, 1924 |
| Reipas Lahti   | 3       | 3      | 1963, 1967, 1970 |
| VIFK           | 3       | 2      | 1944, 1946, 1953 |
| Tampere United | 3       | –      | 2001, 2006, 2007 |
| VPS            | 2       | 5      | 1945, 1948 |
| KTP            | 2       | –      | 1951, 1952 |
| OPS            | 2       | –      | 1979, 1980 |
| FC Jazz        | 2       | –      | 1993, 1996 |
| MyPa           | 1       | 5      | 2005 |
| FC Inter Turku | 1       | 4      | 2008 |
| FC Ilves       | 1       | 2      | 1983 |
| SJK            | 1       | 1      | 2015 |
| PUS            | 1       | 1      | 1909 |
| Sudet Vyborg   | 1       | 1      | 1940 |
| KPV            | 1       | 1      | 1969 |
| Unitas         | 1       | –      | 1908 |
| HT             | 1       | –      | 1942 |
| Ilves-Kissat   | 1       | –      | 1950 |
| Pyrkivä Turku  | 1       | –      | 1954 |
| TPV            | 1       | –      | 1994 |
| IFK Mariehamn  | 1       | –      | 2016 |

Tỷ lệ (%)

## Bảng xếp hạng năm 2014
| H  | Đội            | ST | T  | H  | B  | BT | BB | Đ  | GC |
| -- | -------------- | -- | -- | -- | -- | -- | -- | -- | -- |
| 1  | HJK Helsinki   | 33 | 20 | 9  | 4  | 62 | 25 | 69 |    |
| 2  | SJK Seinajoki  | 33 | 16 | 11 | 6  | 40 | 26 | 59 |    |
| 3  | Lahti          | 33 | 15 | 13 | 5  | 45 | 23 | 58 |    |
| 4  | VPS Vaasa      | 33 | 13 | 9  | 11 | 39 | 33 | 48 |    |
| 5  | IFK Mariehamn  | 33 | 14 | 6  | 13 | 49 | 55 | 48 |    |
| 6  | Jaro           | 33 | 12 | 8  | 13 | 47 | 47 | 44 |    |
| 7  | KuPS           | 33 | 11 | 11 | 11 | 44 | 44 | 44 |    |
| 8  | Mypa           | 33 | 10 | 9  | 14 | 41 | 54 | 39 |    |
| 9  | RoPS Rovaniemi | 33 | 11 | 5  | 17 | 37 | 41 | 38 |    |
| 10 | Inter Turku    | 33 | 8  | 12 | 13 | 42 | 46 | 36 |    |
| 11 | Honka          | 33 | 6  | 13 | 14 | 38 | 57 | 31 |    |
| 12 | TPS Turku      | 33 | 6  | 6  | 21 | 29 | 60 | 24 |    |